# Holger Börnsen
Holger Helge Heinrich Börnsen (* 15. Oktober 1931 in Hamburg; † 9. September 2019 ebenda) war ein deutscher Grafiker, Zeichner, Maler und Illustrator, der unter anderem Briefmarken für die Deutsche Bundespost entwarf.

## Leben

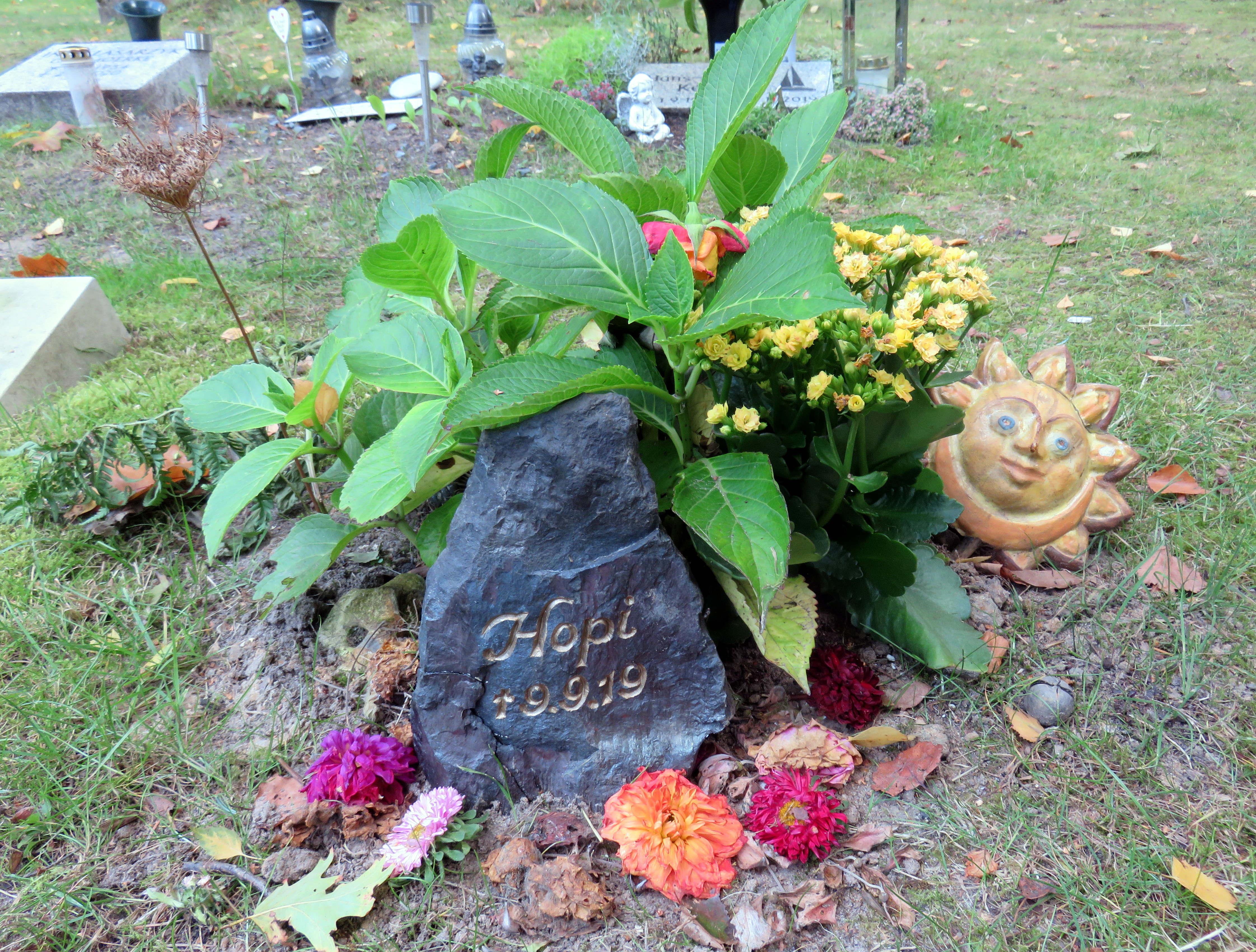
Grab von Holger Börnsen, Friedhof Ohlsdorf

Holger Börnsen wurde 1931 als Sohn von John Börnsen (1892–1972), auch Jonny (im Hamburger Adressbuch auch Jam), und dessen Frau Eva († 1984) in der Tangstedter Landstraße 225 in Hamburg-Langenhorn geboren, wo er mit drei Geschwistern aufwuchs. Sein Vater, der spätere Studienrat unterrichtete Zeichnen an der Lichtwarkschule, unter anderem die Schüler Loki Glaser und Helmut Schmidt. Durch ihn wurde er schon früh an die Kunst herangeführt. Nach seinen Grundschuljahren von 1939 bis 1943 an der Heerskamp-Schule in Hamburg-Langenhorn, heute Fritz-Schumacher-Schule, besuchte er ab 1943 den Oberbau der Schule Ratsmühlendamm in Hamburg-Fuhlsbüttel. Nach dem Abschluss der Schule folgte eine Schriftsetzerlehre. Von 1952 bis 1956 studierte er an der Hochschule für bildende Künste Hamburg Malerei, freie Grafik bei Alfred Mahlau und Schrift.
Nach dem Studium machte er sich als Gebrauchsgrafiker selbstständig. 1956 oder 1957 heiratete er die Künstlerin und Keramikerin Karin Yvonne Heerde und bezog mit ihr 1957 eine Wohnung in der Isestraße 6 in Hamburg-Harvestehude. Ab den späten 1950er Jahren entwarf er unter anderem Programme für die Musikveranstaltungsreihe das neue werk des NDR. Laut einem Interview erwarb er 1960 das Reihenhaus Immenbarg 15 in Hamburg-Langenhorn und zog mit seiner Frau dort ein, wo er bis zu seinem Tode lebte.
Aufgrund eines Wettbewerbes der Deutschen Bundespost entwarf er seine erste Briefmarke. Es folgten weitere Briefmarkenentwürfe, von denen nicht wenige von 1962 bis 1992 in den Druck gingen. Er entstanden auch einige Entwürfe für Ersttagsbriefe und Ersttagsstempel aus seiner Hand. An einer „Hamburger Hochschule für Gestaltung“ hatte er zudem einen Lehrauftrag inne.
Im Mai 1991 entstand die erste einer Reihe von Porträtzeichnungen Langenhorner Persönlichkeiten, die in seiner Interview-Rubrik Wer ist es? in der Monatszeitschrift De Börner – Heimatblatt für Langenhorn und Ochsenzoll ab der Juni/Juli-Ausgabe 1991 veröffentlicht wurden. Die Zeitschrift war seit Januar 1958 ein Zusammenschluss der Siedlungszeitschrift De Börner der Fritz-Schumacher-Siedlung und der Zeitschrift Heimatblatt für Langenhorn und Ochsenzoll. Im Laufe der Jahre brachte er Illustrationen, Artikel und Fotos mit in die Zeitschrift ein. Heute ist De Börner wieder nur eine Siedlungszeitschrift, während das Heimatblatt für Langenhorn und Ochsenzoll in Langenhorner Rundschau umbenannt wurde.
Auf seinen Reisen nach Bornholm, Spanien, Korsika, Paris, Mallorca und in den Allgäu entstanden viele Zeichnungen und Gemälde, darunter Skizzen von Landschaften, Gebäuden, Straßenszenen und Gesichter. Mit zu seinem Œuvre zählen auch bemalte keramische Arbeiten. Das Künstlerpaar Börnsen hat drei Töchter, von denen eine auf Korsika wohnt.
Holger Börnsen starb am 9. September 2019 und wurde im engsten Familienkreis auf dem Friedhof Ohlsdorf in Hamburg beigesetzt. Sein Urnengrab befindet sich südlich von Kapelle 12 (Planquadrat BH61-2383).
Seine Frau Karin Börnsen war neben ihrer Tätigkeit als Künstlerin eine Zeit lang Vorsitzende der Buddhistischen Gesellschaft Hamburg e. V.

## Werke

### Briefmarken
| Bild | Beschreibung | Werte in Pfennig | Ausgabe- datum     | Auflage    | Michel-Nr. |
|      | Wohlfahrtsmarken, Schneewittchen – Deutsche Bundespost Märchen der Brüder Grimm Die Stiefmutter sieht in den Spiegel                                                                            | 7+3              | 10. Oktober 1962   | 12.150.000 | 385        |
|      | Schneewittchen bedient die sieben Zwerge | 10+5             | 10. Oktober 1962   | 16.900.000 | 386        |
|      | Schneewittchen hat von dem vergifteten Apfel abgebissen | 20+10            | 10. Oktober 1962   | 14.000.000 | 387        |
|      | Schneewittchen liegt umtrauert im Glassarg | 40+20            | 10. Oktober 1962   | 8.050.000  | 388        |
|      | Wohlfahrtsmarken, Der Wolf und die sieben jungen Geißlein – Deutsche Bundespost Märchen der Brüder Grimm Die Mutter verlässt das Haus                                                           | 10+5             | 23. September 1963 | 13.934.000 | 408        |
|      | Der Wolf versucht mit einer geweißten Pfote die Geißlein zu täuschen, um in das Haus zu gelangen                                                                                                | 15+5             | 23. September 1963 | 14.861.000 | 409        |
|      | Der Wolf jagd die Geißlein, von denen eins in die Standuhr hineinspringt, um sich dort zu verstecken                                                                                            | 20+10            | 23. September 1963 | 16.614.000 | 410        |
|      | Der Wolf fällt in den Brunnen | 40+20            | 23. September 1963 | 8.191.000  | 411        |
|      | Wohlfahrtsmarken, Dornröschen – Deutsche Bundespost Märchen der Brüder Grimm Die böse Fee verflucht Dornröschen                                                                                 | 10+5             | 6. Oktober 1964    | 45.496.000 | 447        |
|      | Dornröschen trifft auf eine alte Frau, die an einem Spinnrad sitzt | 15+5             | 6. Oktober 1964    | 14.739.000 | 448        |
|      | Der Prinz trifft auf das schlafende Dornröschen | 20+10            | 6. Oktober 1964    | 16.678.000 | 449        |
|      | Im Schloss wachen alle wieder auf und der Koch gibt dem Küchenjungen eine Ohrfeige | 40+20            | 6. Oktober 1964    | 8.106.000  | 450        |
|      | Wohlfahrtsmarken, Dornröschen – Deutsche Bundespost Berlin Märchen der Brüder Grimm Die böse Fee verflucht Dornröschen                                                                          | 10+5             | 6. Oktober 1964    | 4.426.000  | 237        |
|      | Dornröschen trifft auf eine alte Frau, die an einem Spinnrad sitzt | 15+5             | 6. Oktober 1964    | 3.158.000  | 238        |
|      | Der Prinz trifft auf das schlafende Dornröschen | 20+10            | 6. Oktober 1964    | 3.111.000  | 239        |
|      | Der Koch gibt dem Küchenjungen eine Ohrfeige | 40+20            | 6. Oktober 1964    | 3.073.000  | 240        |
|      | Zuschlagmarken, Für die Jugend, Tierschutz – Deutsche Bundespost Ein Junge stellt sich schützend zwischen einem Auto und einer Entenfamilie, damit diese ohne Gefahr die Straße überqueren kann | 20+10            | 4. Februar 1972    | 5.463.000  | 711        |
|      | Ein Mann mit einem Gewehr jagd Hasen und einem Reh hinterher | 25+10            | 4. Februar 1972    | 5.561.000  | 712        |
|      | Ein Mädchen versucht einen Vogel vor einer Katze schützen | 30+15            | 4. Februar 1972    | 5.952.000  | 713        |
|      | Ein Junge mit einem Stock verärgert einen Schwan, der sich wehrt | 60+30            | 4. Februar 1972    | 5.225.000  | 714        |
|      | Zuschlagmarken, Für die Jugend, Tierschutz – Deutsche Bundespost Berlin Ein Junge auf einer Leiter versucht an die Eier eines Vogelnestes zu kommen                                             | 10+5             | 4. Februar 1972    | 2.820.000  | 418        |
|      | Ein Mädchen hält freudig junge Katzen in ihren Armen, während ein Mann mit einem offenen Sack herankommt                                                                                        | 25+10            | 4. Februar 1972    | 2.752.000  | 419        |
|      | Ein Mann will einen angeketteten Hund mit einer Peitsche schlagen | 30+15            | 4. Februar 1972    | 2.755.000  | 420        |
|      | Ein Igel geht, ein Reh steht, im Scheinwerferlicht eines herannahenden Autos | 60+30            | 4. Februar 1972    | 2.741.000  | 421        |
|      | Heiliges Jahr – Deutsche Bundespost Grundriss des Petersdomes in Rom | 50               | 14. Februar 1975   | 31.000.000 | 834        |
|      | 300. Todestag von Paul Gerhardt (1607–1676) – Deutsche Bundespost Anfang des Liedes Befiehl du deine Wege                                                                                       | 40               | 13. Mai 1976       | 33.400.000 | 893        |
|      | Till Eulenspiegel – Deutsche Bundespost Illustrationen zu den gleichnamigen Büchern | 50               | 13. Januar 1977    | 30.650.000 | 922        |
|      | 250. Todestag von Johann Andreas Eisenbarth (1663–1727) – Deutsche Bundespost Illustrationen mit fahrendem Wundarzt, Gehilfen und Kunden                                                        | 50               | 10. November 1977  | 29.900.000 | 953        |
|      | 25 Jahre Zugehörigkeit der Bundesrepublik Deutschland zur NATO – Deutsche Bundespost | 100              | 10. Januar 1980    | 21.630.000 | 1034       |
|      | 100 Jahre Kieler Woche – Deutsche Bundespost Stilisierte Segelregatta | 60               | 5. Mai 1982        | 30.250.000 | 1132       |
|      | 150 Jahre Das Rauhe Haus – Deutsche Bundespost Johann Hinrich Wichern und Kinder vor dem Rauhen Haus                                                                                            | 80               | 11. August 1983    | 39.850.000 | 1186       |
|      | Wohlfahrtsmarken, Miniaturen nach Motiven aus den Bordüren eines mittelalterlichen Gebetbuches – Deutsche Bundespost Blumen, Erdbeere und Schmetterling                                         | 50+20            | 15. Oktober 1985   | 14.750.000 | 1259       |
|      | Blumen, Schmetterlinge und Vogel | 60+30            | 15. Oktober 1985   | 9.730.000  | 1260       |
|      | Blumen, Beeren und Schnecke | 80+40            | 15. Oktober 1985   | 19.410.000 | 1261       |
|      | Blumen, Schnecke und Schmetterling | 120+60           | 15. Oktober 1985   | 6.130.000  | 1262       |
|      | Wohlfahrtsmarken, Miniaturen nach Motiven aus den Bordüren eines mittelalterlichen Gebetbuches – Deutsche Bundespost Berlin Blumen, Beeren, Vögel und Insekten                                  | 50+20            | 15. Oktober 1985   | 9.490.000  | 744        |
|      | Blumen, Beeren, Vögel und Insekten | 60+30            | 15. Oktober 1985   | 7.000.000  | 745        |
|      | Blumen, Beeren, Vögel und Insekten | 80+40            | 15. Oktober 1985   | 11.340.000 | 746        |
|      | Blumen, Beeren, Vögel und Insekten | 120+60           | 15. Oktober 1985   | 3.970.000  | 747        |
|      | 1250. Geburtstag des Heiligen Liudger (um 742–809) – Deutsche Bundespost Miniatur aus der Vita Liudgeri, 11. Jahrhundert: Bischofsweihe des Ludgerus                                            | 100              | 7. Mai 1992        | 31.490.000 | 1610       |

### Ersttagsbriefe (Auswahl)
- 1980: 25 Jahre Zugehörigkeit zur NATO, Entwurf der Briefmarke und des Ersttagsstempels im Auftrag der Deutschen Bundespost sowie für die Firma Hermann E. Sieger GmbH den Sonderumschlag[15]
- 1982: 100 Jahre Kieler Woche, Entwurf der Briefmarke und des Ersttagsstempels im Auftrag der Deutschen Bundespost sowie für die Firma Hermann E. Sieger GmbH den Sonderumschlag[16]
- 1983: 150 Jahre Das Rauhe Haus Hamburg, Entwurf der Briefmarke und des Ersttagsstempels im Auftrag der Deutschen Bundespost sowie für die Firma Hermann E. Sieger GmbH den Sonderumschlag[17][18]

### Grafiken (Auswahl)
Maße: Breite × Höhe
- 1951: Negerballett, Linolschnitt, Handpressenabzug, 33,5 × 25 cm auf Blattformat 59 × 42,2 cm[19] (auf dünnem Papier) – Privatbesitz, Hamburg
- 1978: Friedlandhilfe, Alternativentwurf als handsignierte Grafik in der Edition Borek Briefmarken-Grafik 78, Auflage: 500
- 1982: Alternativentwurf als handsignierte Grafik auf Fabriano-Bütten in der Edition Borek Briefmarken-Grafik 82, Blattgröße: 31,7 × 39,7 cm, Auflage: 500
- 1982: 100 Jahre Kieler Woche, Farbserigraphie auf Fabriano-Bütten, handsigniert, Blattgröße: 31,7 cm × 39,7 cm, Auflage: 500[20]

### Illustrationen (Auswahl)
- Helene Will-Beuermann: Tür und Tor, Arbeitsmappe 2, Zeichnungen von Holger Börnsen, Ellermann, Hamburg 1957
- Cornelius van der Horst: Die Bendlerstrasse, Umschlag- und Einbandentwurf von Holger Börnsen, Holsten-Verlag, Hamburg 1958[21]
- Friedrich Hebbel: Heinz Hermann Stolte, Umschlag- und Einbandentwurf von Holger Börnsen, Holsten-Verlag, Hamburg 1965[22]
- Hans Henle: Der neue Nahe Osten, Umschlag- und Einbandentwurf von Holger Börnsen, Holsten-Verlag, Hamburg 1966[23][24]
- Brigitte und Wilfried Pioch: Gott, du hast mich lieb – Wie wir mit unseren Kindern beten, grafische Gestaltung von Holger Börnsen, Agentur des Rauhen Hauses, Hamburg 1968
- Kurt Rabstein: Nun beginnt unsere Ehe, mit Illustrationen von Holger Börnsen, Agentur des Rauhen Hauses, Hamburg 1969
- Bodo Kugelmann: Kleine Pony-Fibel, mit Illustrationen von Holger Börnsen, Carlsen Verlag, Hamburg 1972
- Hans-Günther Freitag: Von Mönckeberg bis Hagenbeck, Schutzumschlagentwurf von Holger Börnsen (unter Verwendung eines Fotos), Hansa-Verlag, Hamburg 1973[25]
- Detlev Block: Meinem Gott gehört die Welt, Titelseite und Illustrationen von Holger Börnsen,  Agentur des Rauhen Hauses, Hamburg 1975,[26][27] ISBN 9783760001371
- Walter Eckel: Mit Kindern wandern auf Korsika, Titelblatt von Holger Börnsen, Dr. Götze, Hamburg 1983[28]
- Walter Eckel: Hamburger Bildserie zur Sprachförderung, Pädagogische Gestaltung: Walter Eckel, Zeichnungen: Holger Börnsen und Gizela Hudler, Eigenverlag Walter Eckel, 2004 (10. Auflage)
- Erwin Möller, Bernado Peters-Velasquez: Langenhorner Geschichte(n), Books on Demand, 2013, Porträtzeichnung (Ausschnitt) Michael Behrmann (ehemaliger Vorsitzender des Langenhorner Bürger- und Heimatvereins e. V.), Seite 21,[29] ISBN 978-3-7322-5352-4
- Bilderhefte des Museums für Kunst und Gewerbe Hamburg, Mindestens ein Umschlagentwurf bei den Ausgaben 1 bis 7[30]

## Ausstellungen (Auswahl)
- 1991: Von der Entwurfskizze zur fertigen Briefmarke, Zachäus-Kirche, Hamburg-Langenhorn
- 2013: Ausstellung von Porträtzeichnungen aus zwei Jahrzehnten beim Projekt Langenhorner Zeitzeugen des Langenhorner Bürger- und Heimatvereins im Steg-Quartiersbüro, Langenhorner Markt[31]
- 2014[32] und 2015[33] (unter anderem): Ausstellungsbeteiligungen beim Börner Künstlertreff mit Reiseskizzen und Porträtzeichnungen, Hamburg-Langenhorn